# Heleen bij de Vaate
Heleen bij de Vaate (Creil, 23 juni 1974) is een professioneel Nederlandse triatlete en duatlete. Ze is het meest bekend wegens haar Nederlandse triatlon titel op de lange afstand en haar overwinning bij de triatlon van Almere. Naast triatlon doet ze ook aan duatlon. Haar sterkste onderdeel is het fietsen.

## Biografie
In haar jeugd beoefende ze diverse sporten op recreatief niveau, zoals: gym, volleybal, tennis, tafeltennis en schaatsen. En legde de basis voor haar fietsconditie door elke dag naar haar middelbare school (2 x 15 km) te fietsen. Hierna ging ze naar het VWO om volgens te studeren aan een Highschool in de Verenigde Staten. In de Verenigde Staten, waar sport als belangrijker  wordt gezien dan in Nederland, kwam ze in aanraking met hockey, basketbal en atletiek. 
Tijdens haar studie chemische technologie aan de Universiteit Twente maakte ze kennis met de triatlon. Ze was betrokken bij de oprichting van Drienerlose Studenten Triathlon Vereniging Aloha, waar ze twee jaar lang een bestuursfunctie vervulde en zat hierna twee jaar in de organisatie van de UT-triatlon. 
In 1995 deed ze haar eerste triatlon. In 2000 verhuisde ze naar Limburg vanwege haar werk en werd lid van TC Maastricht. Omdat het zwemmen haar het minste lag en ze weinig tijd overhield om te trainen specialiseerde ze zich in eerste instantie op de duatlon. Na goede resultaten in Stein (2001) en Almere (2002) stelde zichzelf het doel ooit mee te willen doen aan de Ironman Hawaï.
Haar eerste successen behaalde ze in 2001. Ze won toen een bronzen medaille op het NK duatlon in Tubbergen en het NK middenafstand in Nieuwkoop. In 2004 werd ze Nederlands kampioene triatlon op de lange afstand in Stein. Met een tijd van 6:23.57 versloeg ze Mariska Kramer (brons; 6:29.26) en Cora Vlot (brons; 6:42.10). In 2006 realiseerde ze haar droom om mee te doen aan de Ironman Hawaï. Ze eindigde bij haar eerste wedstrijd gelijk als dertiende tussen een veld van professionele triatletes. 
Sinds 2007 werd ze zelf professioneel triatlete. Daarvoor combineerde ze haar sport met een parttime baan als process engineer bij chemiebedrijf SABIC. Het jaar erop wordt het beste uit haar sportcarrière. Ze wint de triatlon van Almere en de Ironman Arizona.

## Titels
- Nederlands kampioene triatlon op de lange afstand - 2004
- Europese kampioenschappen triatlon lange afstand - 2014

## Persoonlijke records
- 10 km - 37.42 (Elsloo, 2004)
- halve marathon - 1:20.34 (Posterholt, 2005)
- marathon - 3:06.43 (Apeldoorn, 2002)
- 1/4 triatlon [1-40-10] - 2:03.35 (Enschede, 2003)
- 1/2 triatlon [2,5-80-20] - 4:26.10 (Nieuwkoop, 2005)
- Ironman 70.3 [1,9-90-21,1] - 4:32.28 (St. Pölten, 2007)
- Ironman [3,8-180-42,2] - 9:07.40 (Florida, 2007)

## Palmares

### duatlon
- 2001:  NK in Tubbergen
- 2001: 5e WK Powerman in Venray
- 2003: 5e NK in Valkenburg
- 2004:  ITU wereldbekerwedstrijd powerman in Weiswampach
- 2004: 6e wereldbeker powerman in Venray
- 2005:  NK in Molenschot
- 2008: 4e Powerman in Weyer

### triatlon
middenafstand
- 2001:  NK in Nieuwkoop
- 2002: 4e NK in Nieuwkoop
- 2003: 5e NK in Nieuwkoop
- 2005: 5e NK in Nieuwkoop
- 2007:  Triatlon van Deventer - 4:36.01
- 2010:  NK in Nieuwkoop - 4:25.49
- 2011:  NK in Didam - 4:02.42

lange afstand
- 2002:  NK lange afstand in Almere - 10:40.21
- 2003:  Triatlon van Almere - 9:50.51
- 2004:  NK in Stein - 6:23.57
- 2005: 5e Ironman South Africa - 10:31:57
- 2005: 10e WK in Fredericia - 6:41.27
- 2006:  NK in Stein - 5:49:25
- 2006:  Ironman Lanzarote - 10:23.05
- 2006: 7e Ironman Germany - 9:55:13
- 2006: 13e Ironman Hawaï - 9:42.12
- 2007:  NK in Almere - 9:12.07 (2e overall)
- 2008:  Ironman Florida - 9:07.40
- 2008:  Triatlon van Almere - 9:23.16
- 2008:  Ironman Lanzarote - 10:12.07
- 2008:  Ironman Arizona - 9:21:06
- 2008: 29e Ironman Hawaï - 10:12.00
- 2010: 9e Ironman Hawaï - 9:27.02
- 2012:  Ironman Lanzarote - 10:17.03
- 2012:  Triatlon van Almere - 9:03.58
- 2013:  Ironman Lanzarote - 10:09.31

Overig
- 2001: 11e Triatlon van Stein - 7:30.53
- 2002: 6e Triatlon van Stein - 6:58.58
- 2003: 5e Triatlon van Stein - 6:38.04
- 2005:  Triatlon van Stein - 6:36.04
- 2006:  Triatlon van Stein - 6:40.47
- 2007:  Triatlon van Stein - 6:15.26